# Jasaan
Jasaan est une localité de la province du Misamis oriental, aux Philippines. En 2015, elle compte 54 478 habitants.